# Albatraoz
Albatraoz est un groupe d'electro-hip-hop suédois, originaire de Borås. Formé en 2012, le groupe comprend les membres Måns Harvidsson, Nicklas « Savo » Savolainen, Andreas « AndyBarMaskinen » Reinholdsson et Rasmus « Salle » Sahlberg. Aron Michael Ekberg fonde le groupe Albatraoz qui signe peu de temps après avec Sony Music Sweden.

## Biographie
En 2009, Aron Ekberg, Måns Harvidsson, Andreas Reinholdsson, Nicklas Savvolainen et Rasmus Sahlberg deviennent les membres d'une équipe de football au club Byttorps IF et commencent leur carrière dans cette profession. En 2012, ils forment un groupe comme passe-temps et enregistrent une démo produite par Aron. Le groupe devient professionnel, signant au label Sony Music.
Le groupe sort son premier single le 2 août 2013, intitulé Albatraoz. Sa chanson atteint la 36e place dans le classement suédois et reste dans ce classement pendant 19 semaines. Albatraoz est certifié disque d'or en Suède. En janvier 2014 la chanson est jouée 8,5 millions de fois sur Spotify et le groupe fait une tournée pour promouvoir la chanson. Le 18 avril 2014, le groupe sort son second album Arriba, mais la chanson n'entre pas dans les classements.

## Polémique
Lors d'un concert en février 2017, à Bohuslän, en Suède, le groupe fait face à la polémique lorsque Måns Harvidsson a pressé la tête d'une femme contre son entre-jambe. Un garde de sécurité et les amis de la victime ont assisté à cette scène, qui a été filmée. Sur la vidéo, Harvidsson retient la victime par les cheveux et conduit sa tête vers ses parties génitales. Pour s'excuser, Harvidsson explique qu'elles [les fans] ne comprendront jamais ce sentiment, et d'avoir fait semblant, comme s'il était dans un film,. Après l'incident, Sony Music décide de mettre un terme à toute forme de coopération avec Albatraoz. Harvidsson sera renvoyé par le groupe, qui coupera les ponts avec lui, et qui s'excusera auprès de la victime.